# South Lanarkshire
Pour les articles homonymes, voir Lanark (homonymie).
Le South Lanarkshire (Siorrachd Lannraig en gaélique écossais) est une des 32 divisions administratives (council area) de l'Écosse. Elle coïncide avec la partie sud de l'ancien comté de Lanarkshire.

## Circonscription
D’une superficie de 1 772 km², le South Lanarkshire est la 11e division administrative d'Écosse par sa taille et la 5e par sa population (305 410 habitants).
Le South Lanarkshire partage ses frontières avec le Dumfries and Galloway au sud, l’East Ayrshire et l’East Renfrewshire à l’ouest, Glasgow et le North Lanarkshire au nord, le West Lothian et les Scottish Borders à l’est.
Cette région a été créée en 1996, à partir des districts de Clydesdale, Hamilton, East Kilbride, les burghs royaux de Cambuslang et de parties de la grande agglomération de Glasgow.
Quatre élus représentent le South Lanarkshire au parlement de Grande-Bretagne et cinq autres au parlement écossais. Le parti en place dans cette région est le Parti travailliste.

## Villes et villages

### Villes principales
- East Kilbride
- Cambuslang
- Hamilton
- Larkhall
- Rutherglen

### Petites villes et villages

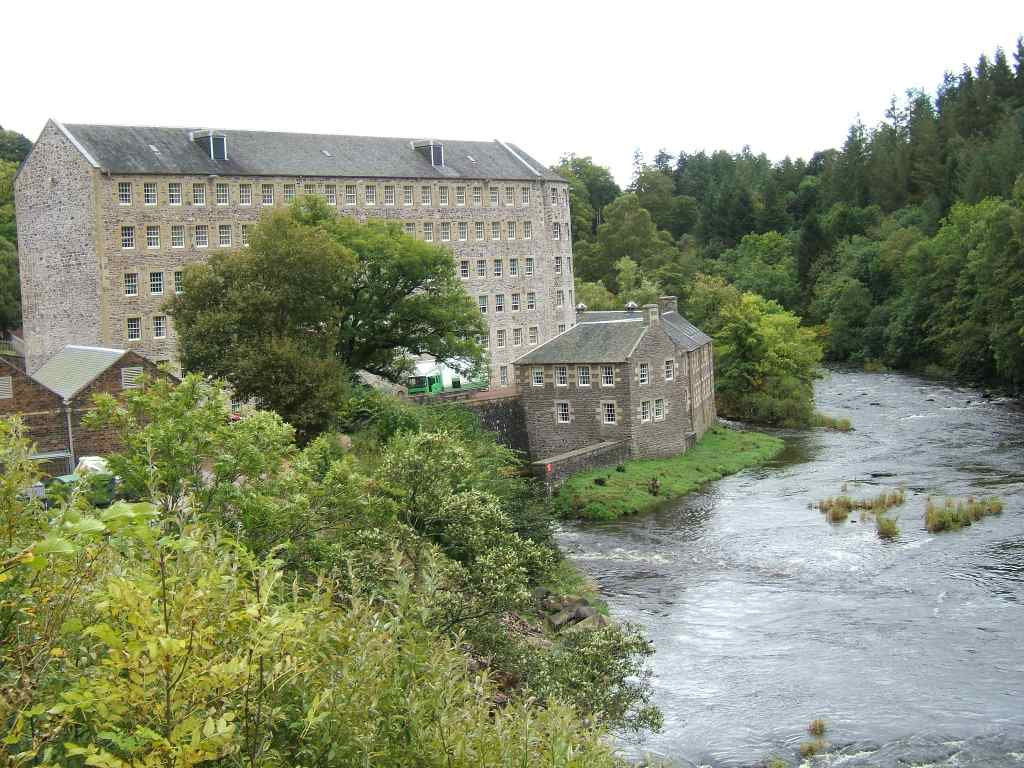
New Lanark

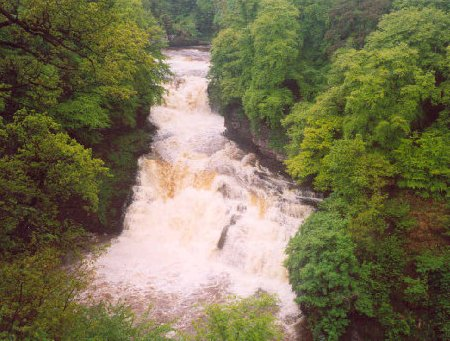
Les chutes de la Clyde

- Auchenheath
- Biggar
- Blackwood
- Blantyre
- Bothwell
- Carluke
- Carstairs
- Coalburn
- Coulter
- Kirkmuirhill
- Lanark
- Leadhills
- Lesmahagow
- Strathaven
- Stonehouse
- Uddingston

## Lieux d’interêt
- Vallée de la Clyde ;
- Château de Bothwell ;
- Château de Craignethan ;
- Chutes de la Clyde ;

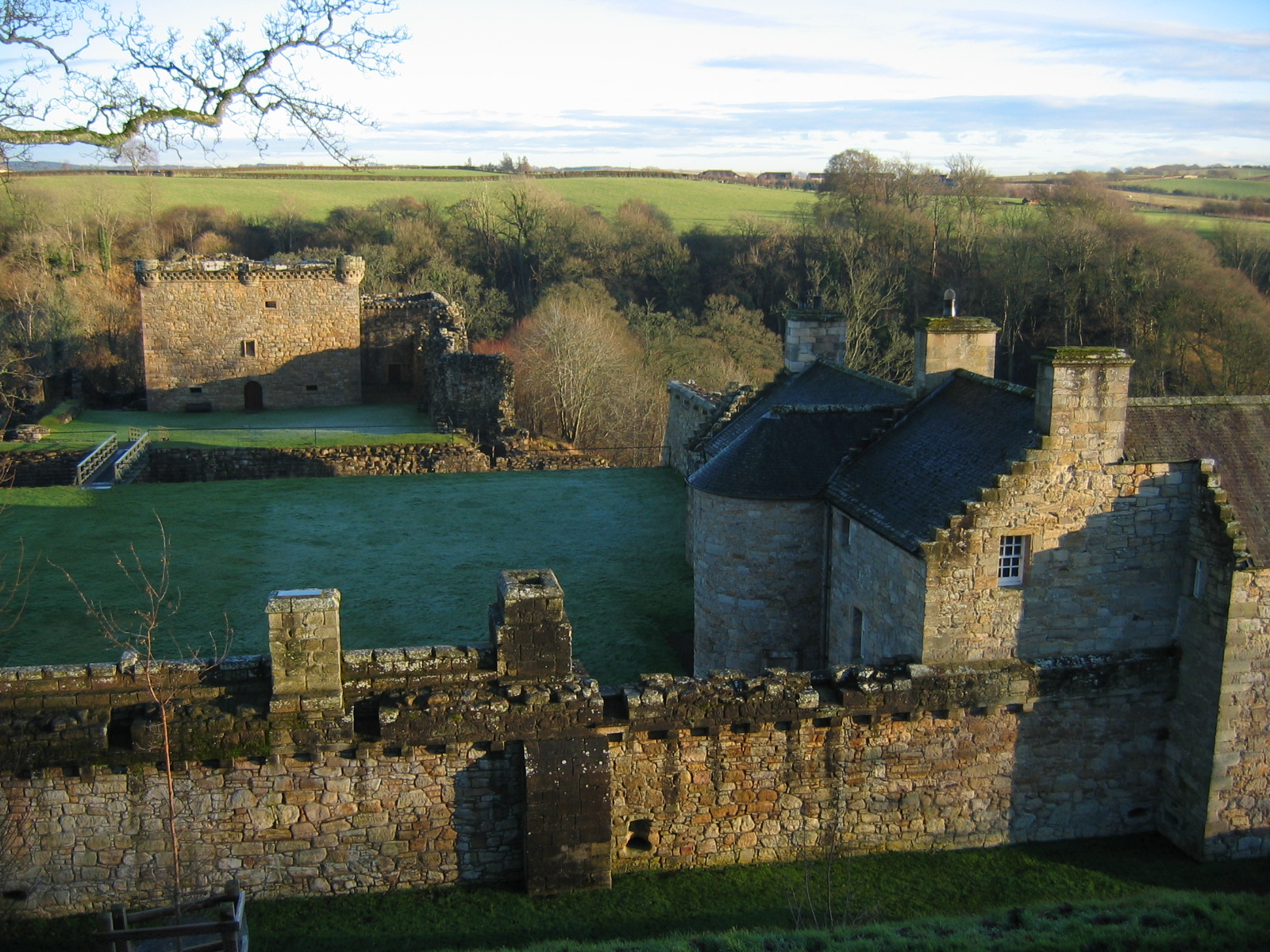
Château de Craignethan.

- New Lanark, qui est classé au patrimoine mondial (UNESCO) ;
- Chatelherault Country Park (en), près d’Hamilton, avec le château de Cadzow ;
- David Livingstone Centre (en), à Blantyre ;
- Sites de la Battle of Drumclog (en) et de la bataille du pont de Bothwell.